# Hong Ren'gan
Hong Ren'gan (kinesiska: 洪仁玕; pinyin: Hóng Réngān; Wade–Giles: Hung Jen-kan), född 1822 i Hua härad i Guangdong, död 23 november 1864 i Nanchang (avrättad), var en kinesisk upprorsledare från hakka-folket och deltagare i Taipingupproret.
Hong var släkting till "den himmelske konungen" Hong Xiuquan och kom från samma by som honom.
Han är bland annat känd för att studerat kristendomen under den svenske missionären Theodor Hamberg i Hongkong innan han anslöt sig till rebellernas fäste i Nanking.